# Ross Depperschmidt
Ross Depperschmidt (Estados Unidos, 29 de diciembre de 1992) es un jugador profesional estadounidense de rugby que se desempeña en la posición de centro interior en New Orleans Gold, equipo perteneciente a la liga Major League Rugby.

## Carrera
En 2019, Depperschmidt se unió al equipo New Orleans Gold, con el cual disputa su quinta temporada en la Major League Rugby, teniendo en su haber más de cuarenta partidos jugados.